# Nokia Networks
Nokia Networks. is een multinational op het gebied van apparatuur voor de telecommunicatie. Het hoofdkwartier is gevestigd in Espoo, Finland. Het bedrijf is actief in ongeveer 150 landen.

## Nederland
T-Mobile Nederland gebruikte van 2007 tot 2013 apparatuur van Nokia-Siemens, zoals de zogenaamde Flexi-Boxen.
Daarvoor gebruikte T-Mobile Nokia's Ultrasite. Voor spoorwegcommunicatie gebruikt ProRail het netwerk van Mobirail (GSM-R) dat apparatuur gebruikt van Nokia-Siemens